# Habib Dlimi
Pour les articles homonymes, voir Dlimi.
 (novembre 2014).
Si vous disposez d'ouvrages ou d'articles de référence ou si vous connaissez des sites web de qualité traitant du thème abordé ici, merci de compléter l'article en donnant les références utiles à sa vérifiabilité et en les liant à la section « Notes et références ».
Habib Dlimi (حبيب دليمي), né le 21 mai 1950, est un lutteur professionnel tunisien. Il mesure 1,55 m pour 48 kg.

## Biographie
Dlimi commence la lutte à l'âge de quinze ans au sein de l'équipe nationale de Tunisie. Il joue ensuite à l'Athletic Club de Boulogne-Billancourt. Il termine second aux championnats d'Afrique de lutte gréco-romaine (catégorie 48 kg) en 1969.
Lors des Jeux olympiques d'été de 1972, il participe en lutte gréco-romaine (catégorie 48 kg). Après avoir battu l'Égyptien Mohamed El-Malky Ragheb au premier tour (5 septembre) en 8 min 19 s, il est battu au second tour (7 septembre) par l'Iranien Rahim Aliabadi en 6 min 58 s.
Dlimi a également été entraîneur de 1975 à 1990.